# Arne Carlsson (fotograf)
Arne Gunnar Anders Carlsson (ursprungligen Karlsson), född 21 december 1945 i Bunge på Gotland, är en svensk fotograf, filmfotograf och dokumentärfilmare.
Arne Carlsson arbetade som busschaufför på Gotland och kom att bo granne med regissören Ingmar Bergman vid dennes nya bostad på Fårö och blev efterhand medarbetare och fotograf vid många av Bergmans filmproduktioner under fem decennier, då Bergman under 1960-70-talen började producera film på Fårö. Han tjänstgjorde som chaufför vid inspelningen av filmen Vargtimmen och rekvisitaassistent för Skammen 1968, inspelningsassistent för En passion 1969, regiassistent till Beröringen 1971 och ljudtekniker för TV-serien Scener ur ett äktenskap 1973, men det var som fotograf han senare främst kom att verka i samband med ett flertal produktioner från och med Bergmans dokumentärfilm Fårödokument 1969 (1969). Han har varit stillbildsfotograf vid filminspelningar från och med Ansikte mot ansikte (1976), även vid filmer av Kjell Grede, Erland Josephson och för Andrej Tarkovskijs svenska film Offret.
Som dokumentärfilmare har han fotograferat filmer som Fårödokument 1979, Karins ansikte (1986), filmfotograf-porträtten Sätta ljus (1988) och Ljuset håller mig sällskap (2000), Marie Nyreröds Ingmar Bergman - 3 dokumentärer om film, teater, Fårö och livet för SVT (2003), samt den egna filmen Gotska Sandön (1987). Han har också fotograferat flera så kallade "bakomfilmer" om filminspelningar, såsom Bakomfilm Höstsonaten (1977) om Bergmans inspelning av Höstsonaten i exil i Oslo, Dokument Fanny och Alexander (1986) Regi Andrej Tarkovskij (1988) från inspelningen av Offret, samt I Bergmans regi (2003) från inspelningen av Saraband.

## Filmografi (egen regi)
- 1987 – Gotska Sandön
- 2003 – I Bergmans regi